# صيدال
 صيدال (Saidal) هي شركة أدوية عمومية جزائرية. هي إحدى شركات الصناعة الصيدلانية في أفريقيا والأكبر في الجزائر تأسست عام 1984.
تصدر إضافةً للمنتجات العديدة من الأدوية مجلة شهرية تحمل عنوان صيدال صحة (Saidal Santé).
تصدر مجموعة صيدال منتجاتها إلى كوت ديفوار والغابون والسنغال والكاميرون ومالي والكونغو وجمهورية الكونغو الديمقراطية والنيجر وتوغو وبنين وغينيا بيساو وتشاد وموريتانيا وليبيا.

## التاريخ
تأسست الشركة الوطنية لإنتاج الأدوية في أبريل 1982 بعد إعادة هيكلة الصيدلية المركزية الجزائرية. في عام 1985، غيرت اسمها لتصبح صيدال.
في عام 1989، أصبحت صيدال مؤسسة اقتصادية عمومية، وهي من أولى الشركات الوطنية التي حصلت على وضع شركة مساهمة في عام 1993. في عام 1997، تم تحويل صيدال إلى مجموعة صناعية بضم كل من فارمال وبيوتيك وانتيبيوتيكال.
في 4 يناير 2016، دشن وزير الصناعة والمناجم عبد السلام بوشوارب المركز الوطني للتكافؤ البيولوجي للمجموعة، وهو الأول في الجزائر.

## الأنشطة
تمتلك مجموعة صيدال أربع شركات فرعية وهي بيوتيك (Biotic) في الحراش وسوميديال (Somédial) في واد السمار وفارمال (Pharmal) في الدار البيضاء وانتيبيوتيكال (Antibiotical) في المدية، بالإضافة إلى 9 وحدات إنتاج.

### الشركات الفرعية

#### سوميديال
يقع مقرها في المنطقة الصناعية واد السمار، يحوز مجمع صيدال على 59% منها، والمجمع الصيدلاني الأوروبي (36.45 %) وفيناليب (4.55 %).
تتضمن وحدة الإنتاج سوميديال ثلاثة أقسام:
- قسم مخصص لانتاج المنتجات الهرمونية،
- قسم لصناعة السوائل (شراب ومحاليل عن طريق الفم)
- قسم لصناعة أشكال الجرعات الصلبة (كبسولات وأقراص).

#### إيبيرال
إيبيرال هي شركة ذات أسهم، شراكة بين مجموعة صيدال (40 %)، جلفار (الإمارات العربية المتحدة) (40 %) وفلاش الجزائر، المتخصصة في المواد الغذائية (20 %).
يهدف المشروع الصناعي إيبيرال إلى تحقيق ما يلي:
- صناعة الأدوية الجنيسة (حقن وأشكال جافة)
- تغليف الأدوية (الأشكال الصلبة)
- توفير خدمة التغليف ومراقبة الجودة بناءا على طلب المنتجين المحليين.

### وحدات التوزيع
1. الوحدة التجارية وسط مقرها البليدة UCC
2. الوحدة التجارية شرق مقرها باتنة
3. الوحدة التجارية شرق مقرها وهران

### وحدات الإنتاج
تمتلك صيدال 06 مصانع للإنتاج تقع في كل من ولايات الجزائر، المدية، قسنطينة وعنابة وذلك بقدرة إنتاج إجمالية قدرها 140 مليون وحدة سنوياً
1. مصنع المدية، متخصص في إنتاج المضادات الحيوية البينيسيلينية وغيرالبينيسيلينية،
2. مصنع الدار البيضاء، يقع في المنطقة الصناعية بالجزائر العاصمة، ويُنتج هذا المصنع تشكيلة واسعة من الأدوية في مختلف الأشكال (شراب، محلول، مرهم وأقراص).
3. مصنع جسر قسنطينة، يحتوي هذا المصنع على مخبر مراقبة الجودة ويضم قسمين منفصلين:
  1. قسم صناعة الأدوية على مختلف الأشكال (التحاميل، أمبولات وأقراص)،
  2. قسم إنتاج المحاليل المكثفة (أكياس وزجاجات).
4. مصنع الحراش
5. مصنع قسنطينة، يقع في قسنطينة، في المنطقة الشرقية للبلد، يتوفر على ورشتين مختصتين في إنتاج الشراب.
6. مصنع قسنطينة خاص بالأنسولين، متخصص في إنتاج الأنسولين البشرية من ثلاثة أنواع (السريع، القاعدي والمركب 25، على شكل قارورات).
7. مصنع عنابة، متخصص في تصنيع الأشكال الصلبة.
8. مصنع شرشال

### وحدات تابعة
1. وحدة العبور
2. مركزالبحث بجسر قسنطينة
3. مركز بيو اكيفالوس حسين داي
4. مديرية dmv

## إدارة الشركة
ويترأس صيدال رئيس مجلس الإدارة والرئيس التنفيذي:
- بومدين الدرقاوي (2010-2015)
- محمد حموش (2015-2016)
- ياسين التونسي (2016-2017)
- محمد نواس (2017-2020)
- فطومة أقاسم منذ 11 فبراير 2020 [8]